# Goniophlebium kuhnii
Goniophlebium kuhnii là một loài thực vật có mạch trong họ Polypodiaceae. Loài này được (E. Fourn.) Pic. Serm. miêu tả khoa học đầu tiên năm 1977.